# 伴中央站
伴中央站（日语：／ Tomo-chuo eki */?）是位於廣島縣廣島市安佐南區伴中央四丁目，廣島高速交通的廣島新交通1號線（Astram線）車站。

## 歷史
- 1994年（平成6年）8月20日 - 車站啟用[1]。
- 1999年（平成11年）3月20日 - 在時間表修正後，此站成為急行列車通過站[1]。
- 2001年（平成13年） - 成為業務委託車站[2]。
- 2004年（平成16年）3月20日 - 在時間表修正後，取消急行列車班次，所有列車停靠此站[1]。
- 2009年（平成21年）8月8日 - 此站開始可以使用PASPY[1]。
- 2015年（平成27年） - 站內廣播與月台發車牌翻新至與新白島站同等級。

## 車站構造
車站是一座架空車站，設有1面2線的島式月台。
車站顏色為■綠色。

### 月台
| 月台 | 路線             | 上下行 | 方向           |
| ---- | ---------------- | ------ | -------------- |
| 1    | ■廣島新交通1號線 | 下行   | 廣域公園前方向 |
| 2    | ■廣島新交通1號線 | 上行   | 本通方向       |

## 車站周邊
- POPLAR沼田前原店(已結業)
- JEANS FACTORY沼田店
- 川中醫油（日语：川中醤油）直營店　醬之館

## 利用状況
以下數據取自《廣島市統計書》。Astram線公開了「1年總乘車人次」和「1年總下車人次」。1日平均乘車人次數據中，是以當年度的總乘車人次除以365（閏年為366），再取自小數點後1位。Astram線所提供的數據以1,000人為單位，因此，平均數中會有誤差。
| 年度               | 1日平均 乘車人次 | 1年總 乘車人次 | 1年總 下車人次 |
| ------------------ | ---------------- | -------------- | -------------- |
| 1995年（平成07年） | 393.4            | 144,000        | 134,000        |
| 1996年（平成08年） | 501.4            | 183,000        | 173,000        |
| 1997年（平成09年） | 550.7            | 201,000        | 185,000        |
| 1998年（平成10年） | 589.0            | 215,000        | 196,000        |
| 1999年（平成11年） | 598.4            | 219,000        | 199,000        |
| 2000年（平成12年） | 624.7            | 228,000        | 210,000        |
| 2001年（平成13年） | 616.4            | 225,000        | 203,000        |
| 2002年（平成14年） | 569.9            | 208,000        | 194,000        |
| 2003年（平成15年） | 568.3            | 208,000        | 197,000        |
| 2004年（平成16年） | 583.6            | 213,000        | 204,000        |
| 2005年（平成17年） | 575.3            | 210,000        | 201,000        |
| 2006年（平成18年） | 602.7            | 220,000        | 204,000        |
| 2007年（平成19年） | 636.6            | 233,000        | 218,000        |
| 2008年（平成20年） | 534.2            | 195,000        | 186,000        |
| 2009年（平成21年） | 512.3            | 187,000        | 176,000        |
| 2010年（平成22年） | 526.0            | 192,000        | 180,000        |
| 2011年（平成23年） | 546.4            | 200,000        | 187,000        |
| 2012年（平成24年） | 556.2            | 203,000        | 190,000        |
| 2013年（平成25年） | 616.4            | 225,000        | 213,000        |
| 2014年（平成26年） | 616.4            | 225,000        | 214,000        |
| 2015年（平成27年） | 677.6            | 248,000        | 237,000        |
| 2016年（平成28年） | 695.9            | 254,000        | 243,000        |
| 2017年（平成29年） | 737.0            | 269,000        | 261,000        |
| 2018年（平成30年） | 739.7            | 270,000        | 262,000        |
| 2019年（令和元年） | 707.7            | 259,000        | 254,000        |

此站在Astram線車站中最少人使用。

## 相鄰車站
廣島高速交通
廣島新交通1號線（Astram線）
大原－伴中央－大塚

## 注腳
1. 1 2 3 4 5  曾根悟（監修）. 朝日新聞出版分冊百科編集部（編集） , 编. . 週刊朝日百科. 30号 モノレール・新交通システム・鋼索鉄道. 朝日新聞出版. 2011-10-16: 25 （日语）.
2. ↑   (PDF). 廣島高速交通.   [2017-08-08]. （原始内容存档 (PDF)于2021-06-02） （日语）.

## 外部連結
- Astram線　官方網站 （页面存档备份，存于）（日語）